# Гиженский сельсовет
Гиже́нский сельсовет (бел. Гіжэ́нскі сельсавет) — административная единица на территории Славгородского района Могилёвской области Беларуси. Административный центр — агрогородок Гиженка.
В сельсовете на 2011 год — 1140 жителей, 485 домохозяйств.

## Состав
Гиженский сельсовет включает 12 населённых пунктов:
- Александровка-1 — деревня.
- Александровка-2 — деревня.
- Берёзовка — деревня.
- Гиженка — агрогородок.
- Заглинное — деревня.
- Закрупец — деревня.
- Летяги — деревня.
- Любаны — деревня.
- Рудня — деревня.
- Телеши — агрогородок.
- Усохи — деревня.
- Ходорово — деревня.

Упразднённые населённые пункты: 
- Дашковка — деревня
- Заболотье — деревня
- Красный Октябрь — деревня
- Тросливка — деревня

## Археология
У деревни Усохи найдены два камней с рельефными изображениями трезубцев, сопоставимых по своей стилистике с родовым знаком Владимира Святославича. Появление описанных камней может быть связано с включением Посожья в орбиту влияния Киева после разгрома радимичей и маркировать здесь место сбора дани — погоста.